# Rudi Erebara
Rudi Erebara (Tirana, 1971) è uno scrittore, poeta e traduttore albanese.

## Biografia e carriera letteraria
Ha studiato al Liceo Artistico Jordan Misja, per poi laurearsi nel 1995 presso l’Accademia delle Belle Arti di Tirana. In veste di artista, ha tenuto mostre in patria e negli Stati Uniti. 
Intrapresa la carriera di analista politico e giornalista, si è nel frattempo dedicato alla scrittura, pubblicando due raccolte di poesie e due romanzi, fra cui L'epica delle stelle del mattino (2016), per il quale è stato insignito del Premio letterario dell'Unione Europea nel 2017.

## Opere

### Poesia
- Fillon Pamja (Dove inizia la veduta, 1994).
- Lëng Argjendi (Succo d'argento, 2013).

### Romanzi
- Vezët e thëllëzave (Uova di quaglia, 2010).
- L’epica delle stelle del mattino, Mimesis, Milano - Udine, 2021 - ISBN 9788857571621 (Epika e yjeve të mëngjesit, 2016 - trad. dall'albanese di Edmond Çali)

## Mostre (selezione)[1]
- No name, Tirana, Albania, 1991.
- Ricostruction, Tirana, Albania 1995.
- Interaction 1 e 2, High Point, North Carolina, USA, 1996.
- No name, High Point, North Carolina, USA, 1997.
- Anticipation with paintings, Hall of Literature and Philosophy, Columbia University, New York, USA, 1999.